# Агеев, Григорий Антонович
Григо́рий Анто́нович Аге́ев (4 [17] марта 1902 — 30 октября 1941) — советский военный и политический деятель, один из создателей народного ополчения Тулы в годы Великой Отечественной войны, комиссар Тульского рабочего полка. Герой Советского Союза (1965). Полный Георгиевский кавалер.

## Биография
Родился 4 (17) марта 1902 года в городе Вильно (ныне Вильнюс, Литва) в семье рабочего. Всего в семье было четверо детей: Григорий, Владислав, Аграфена и Варвара. Русский.
В 1912 году окончил городское училище. Когда Григорию было 13 лет (1915 год), семья переехала в Донбасс. В Донбассе работал на местных предприятиях разнорабочим.

### Первая мировая война
12-летний Гриша Агеев, услышавший проповедь священника в церкви, призывавшую к защите и спасению России от наступавшего немца, решил отправиться на войну «бить германца». Оставив своим родным записку «Не ищите меня, я сам объявлюсь», мальчик отправился на вокзал. В 1915—1916 годах служил в царской армии, дослужившись до старшего унтер-офицера.
В ходе войны стал полным Георгиевским кавалером. Свой первый Георгиевский крест IV степени Г. А. Агеев получил за эпизод, когда он забрался в немецкий окоп и, вытащив вместе с лентами немецкий пулемёт, доставил его к своим. Второй крест он получил за пленение немецкого командира роты и его ординарца. Третий Георгиевский крест — награда за то, что «унтер Агеев в составе пулемётной команды месяц не выходил из боя». Четвёртым крестом святого Георгия награждён за тяжёлые бои на румынском фронте под Яссами.
Три месяца тяжело болел, находясь в холерных бараках. Выжил и снова решил отправиться на фронт. Но в стране менялась обстановка и, услышав однажды слова солдатского агитатора-большевика: «Убегай! Царю нужен такой верноподданный холуй…», старший унтер-офицер решил: «Может правда заключена в этих словах…» и ушёл с фронта. Работал на руднике.

### Гражданская война
С 1918 по 1920 год принимал участие в боях на фронтах гражданской войны в составе Красной Армии. Сражался в составе первой Московской народной дружины. На Украине, оккупированной немцами, был связным партизанских отрядов, политруком конной разведки, военным комиссаром. Был трижды ранен. Член ВКП(б) с 1918 года.

### Партийная деятельность
После гражданской войны был на партийной работе. В разные годы работал секретарём Скопинского райкома партии в Мосбассе, заместителем секретаря Подмосковного бюро МК партии, начальником Главугля Наркомата топливной промышленности СССР, редактором многотиражки. Участвовал в восстановлении рудников Донбасса, строительстве Днепрогэса, проведении коллективизации, строительстве шахт Дальнего Востока и Подмосковья.
За строительство шахт Г. А. Агеев был награждён орденом Трудового Красного Знамени. В 1930-х годах избежал репрессий, хотя по свидетельству его дочерей Клары Григорьевны и Татьяны Григорьевны, у него были конфликты с Л. М. Кагановичем. С 1938 года находился на хозяйственной работе.

### На Дальнем Востоке
В 1939 году был направлен Наркоматом тяжёлой промышленности на Дальний Восток в рабочий поселок Чегдомын, административный центр Вехнебурейского района качестве уполномоченного по восстановлению и строительству новых угольных шахт. В ноябре 1939 года вступил в должность управляющего трестом БШС (Бурейшахтострой). Здесь на реке Ургал разворачивалась большая работа: за годы 3-й пятилетки планировалось построить 12 шахт. Необходимо было создать топливную базу для обслуживания Байкало-Амурской магистрали, для развития промышленности Дальнего Востока. Многое приходилось начинать с нуля.
Однако по решению бюро Чекундинского райкома партии, Г. А. Агеев вскоре был отстранён от работы под предлогом невыполнения пуска шахт в строй. В апреле 1941 года он был отозван в Москву и вскоре назначен на точно такую же должность на строительство шахт в Подмосковье.
Возглавлял управление по строительству новых шахт в Черепетском (ныне Суворовском) районе Тульской области, где намечалось строительство ГРЭС. Проявил себя на этой работе как опытный руководитель и знаток промышленного производства в угольной отрасли.

### Начало Великой Отечественной войны
В годы Великой Отечественной войны начальник управления нового шахтного строительства (УНШ) Г. А. Агеев — один из создателей народного ополчения Тулы. В первые дни войны приступил к формированию из шахтёров истребительных батальонов, в цели которого входила борьба с диверсантами, ракетчиками, работа по обезвреживанию авиационных бомб и уничтожение листовок противника. Также истребительные батальоны возникли и на других предприятиях района. С приближением фронта к границам Тульской области Г. А. Агеев предложил объединить истребительные батальоны и создать из них сводный отряд с единым штабом. Райком партии поручил ему руководство сводным отрядом истребительных батальонов черепетских шахтёров и шахтостроителей.
Командовал сводным отрядом истребительных батальонов, действующих на территории Суворовского района. Тесно взаимодействовал с действующими в этом районе батальоном 156-го полка НКВД (командир — капитан В. Ф. Понизник) и объединёнными истребительными батальонами (под командованием капитана пограничных войск А. П. Горшкова и 1-го секретаря Черепетского районного комитета ВКП(б) С. А. Васильева).
В первом же бою проявил мужество и умение руководить бойцами. 20 октября 1941 года между селом Рождествено и станцией Черепеть (ныне Суворовский район) истребительные батальоны приняли бой, дав возможность отступающим воинам 50-й армии советских войск оторваться от наступающего противника и сосредоточиться на новых рубежах.
23 октября комитет обороны города Тулы утвердил постановление об объединении истребительных батальонов, отрядов народного ополчения и создании на их основе 26 октября Тульского рабочего полка, который должен был сразу же перейти на казарменное положение и разместиться в помещении Механического института. Полк был создан в составе пяти батальонов под командованием капитана пограничных войск А. П. Горшкова. К указанному сроку в формирующийся рабочий полк влились 600 бойцов истребительных батальонов, остальной состав пополнялся рабочими и служащими «по партийной мобилизации» из числа представителей местных предприятий и учреждений. Вместо первоначально назначенного П. А. Баранова за день до ожесточённых боев в предместьях Тулы, 28 октября комиссаром полка был утверждён Г. А. Агеев.

### Последний бой
30 октября началось наступление немецких танков на позиции Тульского рабочего полка по парку Осоавиахима на южной окраине Рогожинского посёлка. Одна из двух штурмовых групп пыталась прорваться в город через посёлок Красный Перекоп.
Согласно официальной версии, комиссар Агеев был на передовой, беседовал с командирами и бойцами, поддерживал ещё необстрелянных новичков, а в трудные минуты сражения брал винтовку и сам ходил в контратаку, воодушевляя личным примером бойцов. Около 3 часов дня, когда вермахт очередной раз усилил натиск, Агеев заметил, что под угрозой оказался медицинский пункт, в котором находились раненые. Комиссар с группой бойцов под обстрелом лично выносил и выводил раненых с поля боя, несмотря на приказ командира полка А. П. Горшкова оставить раненых на поле боя до темноты. Семь раз комиссар Г. А. Агеев предпринимал вылазки, спасая жизнь своим боевым товарищам.
На восьмой раз комиссар Агеев был убит пулемётной очередью. Тело комиссара вынесли с поля боя, как только стало возможно. Похоронен с воинскими почестями в Туле на Всехсвятском кладбище.
Согласно докладу начальника Южного боевого участка города Тулы Героя Советского Союза майора И. Я. Кравченко, противник атаковал 30 октября 1941 года в 8:00 силами 34-х средних и тяжёлых танков и до батальона мотопехоты с направления Гостеевка. Тульский рабочий полк был рассеян и бежал в неизвестном направлении, после чего немецкие танки и мотопехота прорвались к городу, и танки овладели парком Осоавиахима (на южной окраине Рогожинского посёлка, ныне парк имени 250-летия оружейного завода), подойдя вплотную к церкви. Эту критическую ситуацию удалось выправить только с помощью трёх групп истребителей танков и личного состава подошедшего 1005-го стрелкового полка 173-й стрелковой дивизии. Об участии Тульского рабочего полка в дальнейших боях 30 октября — 1 ноября 1941 года сведений нет.

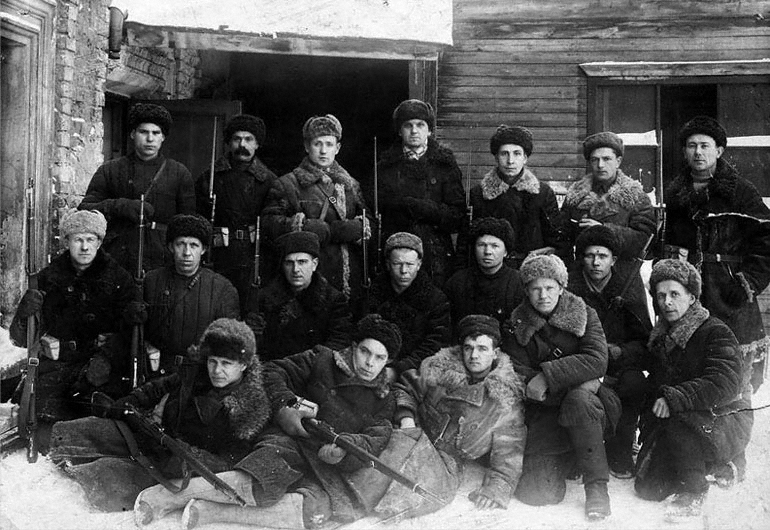
Группа бойцов истребительного батальона Тульского оружейного завода, 1941 год.
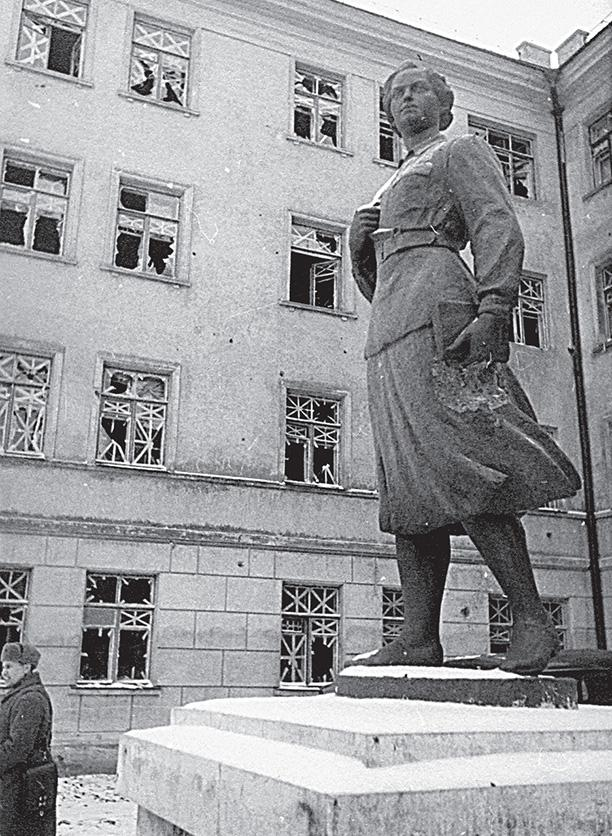
Двор корпуса № 3 Тульского механического института (ныне ТулГУ), место размещения штабов Южного боевого участка, 156-го полка НКВД, Тульского рабочего полка и 1005-го стрелкового полка.

Указом Президиума Верховного Совета СССР от 8 мая 1965 года в канун 20-летия Победы советского народа над Германией «за образцовое выполнение заданий командования в борьбе с немецко-фашистскими захватчиками и проявленные при этом мужество и героизм», Агееву Григорию Антоновичу посмертно присвоено звание Героя Советского Союза.

## Награды и звания
- Герой Советского Союза (9 мая 1965, посмертно)
- Орден Ленина (9 мая 1965, посмертно)
- Орден Трудового Красного Знамени

## Семья
Около 1919—1920 года женился на Федосье Васильевне (урождённая Штерхун). В браке родились три дочери — Эдвига Захарова (1926—1991), Клара Гладковская (1933—2012) и Татьяна Брехова (род. 1937). Внуки: Алексей Захаров, Дмитрий Брехов, Мария Ипаева (Гладковская; 1966-2015) и Владимир Курбатов (погиб в 1979). Правнуки: Ольга Стрелкова (Захарова) и Григорий Ипаев.

## Память
- На месте гибели (ныне парк им. 250-летия Тульского Оружейного завода в районе Красного Перекопа, сейчас часть Тулы) установлен обелиск.
- На доме, где формировался Тульский рабочий полк, установлена мемориальная доска. Его именем названы улица и школа № 58 в Туле, улица в г. Суворове, в посёлке Чегдомын. В школе № 58 города-героя Тулы есть музей, посвящённый комиссару Тульского рабочего полка.
- В ноябре 2004 года в посёлке Чегдомын установлена мемориальная доска начальнику «Бурейшахтостроя» Г. А. Агееву, расположена она на улице его имени.
- 28 августа 2015 года в п. Чегдомын открыт бюст[7] первому управляющему «Бурейшахтостроя», фронтовику — Герою Советского Союза Григорию Агееву.
- В честь Агеева названа улица в Туле[8].

Обелиск на месте гибели А. Г. Агеева, Тула, Красный Перекоп.
Могила Г. А. Агеева на Всехсвятском кладбище.

## Оценки и мнения
В октябре 10-го 1939 года приехали с Хабаровска до Кульдура начальство: Агеев Григорий Антонович, Гуськов Александр Михайлович… С Кульдура я их привёз на автомашине, на эмке легковой (ГАЗ-М-1) до Усть-Ургала. Тут наш край.
11 октября 1939 года я… на автомашине повёз по мари своих пассажиров… Агеев встал на восход солнца, перекрестился. «Поехали, — сказал, — с богом». Мне стало смешно. Он сказал: «Что Федя смеётся? Это меня бабушка учила и я помню такие тяжёлые дел. Но несмотря, что я тяжёлую войну прошёл, это мне помогало»… Наш путь был тяжёлый. Во многих местах пришлось толкать машину и рубить ветки для настила. Через ключи пришлось делать переезды. У меня были скобы, проволока. Агеев за это похвалил и руку пожал.
Приехали мы на Средний Ургал… в нижний Чегдомын и тут они пешком все исходили, были на городке, а там было несколько бараков. … на Среднем Ургале знакомились с народом. Агеев с ними говорил как со старыми знакомыми. У него были анекдоты, поговорки и даже песни подпевал. Агеев, когда принял производство, написал приказ, кто, где должен работать. Стал организовывать лесозаготовки вместе с Гуськовым А. М. Заготавливали лес на Сатанках, Морском ключе, в верховье Ургала, где теперь пионерлагерь, на Таландже, в верховье Чегдомына.
В 1940 году стали строить шоссейную дорогу от Среднего Ургала до Соцгородка. Одновременно в Нижний Чегдомын по улице Рабочей и крутому спуску. И где бы не появлялся Агеев на лошади, пешком или автомобиле, всегда поднимал дух молодёжи. Дороги, дороги, встречи с людьми, жильё в конторе Бурейшахтостроя, пока на крутом берегу Ургала не было построено жилье для него и Гуськова, куда можно было перевезти семью.

И. Исаев, в дни обороны города Тулы — помощник командира рабочего полка по материально-техническому обеспечению:

Всегда скромный и деятельный,… сразу же взялся за практическую работу по сколачиванию в боевые подразделения всех истребительных батальонов, сведённых в рабочий полк. …29 октября отправился на позиции, занятые полком.